# Daisy Taylor
Daisy Taylor (Los Ángeles, California; 28 de mayo de 1998) es una actriz pornográfica y modelo erótica transexual estadounidense.

## Biografía
Taylor es natural de la ciudad californiana de Los Ángeles, donde nació en mayo de 1998. Sin conocerse muchos datos acerca de su vida anterior a sus inicios como actriz, hizo su debut oficial en la industria del cine para adultos a finales diciembre de 2018, con 20 años, cuando filmó su primera escena en solitario, Starlet Is Born – Daisy Taylor, grabada por el director Buddy Wood para la web TS-Casting Couch.com, perteneciente a la empresa Grooby Productions.
Como actriz ha trabajado con productoras del sector como Evil Angel, Gender X, Transsensual, All Her Luv, Pornhub, Trans Angels, Mile High o Kink.com, entre otras.
En 2020 recibió sus primeras nominaciones en los Premios AVN, siendo reconocida en la categoría de Artista transexual del año, así como en la de Mejor escena de sexo con transexual por Balls Deep in My Balloons.
En 2024 ganó su primer`Premio AVN en la categoría de Mejor actuación dramática en película transexual por Daisy’s Flower Box.
Hasta la actualidad, ha grabado más de 170 películas.
Algunas películas suyas han sido Buddy Wood's Hollywood Transsexuals, Family Transformation, My Best Friend's TS Girlfriend, My TS Stepdaughter 2, Path To Forgiveness, Trans-Active 2, TS NOW! 4 o TS-101.

## Premios y nominaciones
| Año  | Ceremonia                  | Resultado | Premio                                           | Trabajo                     |
| ---- | -------------------------- | --------- | ------------------------------------------------ | --------------------------- |
| 2020 | Premios AVN                | Nominada  | Artista transexual del año                       | —                           |
| 2020 | Premios AVN                | Nominada  | Mejor escena de sexo con transexual              | Balls Deep in My Balloons   |
| 2020 | Transgender Erotica Awards | Nominada  | Mejor artista modelo                             | —                           |
| 2020 | Transgender Erotica Awards | Nominada  | Mejor clip estrella de Modelhub                  | —                           |
| 2020 | Transgender Erotica Awards | Nominada  | Mejor escena chico/chica                         | Daisy's Devotion            |
| 2020 | Transgender Erotica Awards | Ganadora  | Mejor escena chico/chica                         | Family Transformation       |
| 2020 | Transgender Erotica Awards | Nominada  | Mejor escena de realidad virtual                 | Deep Inside                 |
| 2020 | Transgender Erotica Awards | Nominada  | Mejor modelo solo                                | —                           |
| 2020 | Transgender Erotica Awards | Nominada  | Mejor personalidad de Internet                   | —                           |
| 2020 | Transgender Erotica Awards | Ganadora  | Modelo Pornhub del año                           | —                           |
| 2021 | Premios AVN                | Nominada  | Artista transexual del año                       | —                           |
| 2021 | Premios AVN                | Nominada  | Mejor actriz de reparto                          | The Path to Forgiveness     |
| 2021 | Premios AVN                | Nominada  | Mejor escena de sexo con transexual              | The Path to Forgiveness     |
| 2021 | Premios XBIZ               | Nominada  | Artista transexual del año                       | —                           |
| 2021 | Premios XBIZ               | Nominada  | Mejor escena de sexo transexual                  | Trans-Active                |
| 2021 | Premios XBIZ               | Nominada  | Mejor escena de sexo transexual                  | Buddy Wood's Hollywood      |
| 2022 | Premios AVN                | Nominada  | Artista transexual del año                       | —                           |
| 2022 | Premios AVN                | Nominada  | Mejor actuación dramática en película transexual | Blowing Her While She Blows |
| 2022 | Premios AVN                | Nominada  | Mejor escena de sexo con transexual              | Daisy Taylor: TS Superstar  |
| 2022 | Premios XBIZ               | Nominada  | Artista transexual del año                       | —                           |
| 2022 | Premios XBIZ               | Nominada  | Mejor escena de sexo transexual                  | Daisy Taylor: TS Superstar  |
| 2022 | Premios XBIZ               | Nominada  | Mejor escena de sexo transexual                  | PansexualX Porn Crush       |
| 2024 | Premios AVN                | Nominada  | Artista transexual del año                       | —                           |
| 2024 | Premios AVN                | Ganadora  | Mejor actuación dramática en película transexual | Daisy’s Flower Box          |
| 2024 | Premios XBIZ               | Nominada  | Mejor escena de sexo transexual                  | The Comeback                |
| 2025 | Premios AVN                | Nominada  | Mejor actuación dramática en película transexual | Feels Like Old Times        |